# Jean-Baptiste Lully (hijo)
Jean-Baptiste Lully, llamado Baptiste Lully, Lully fils o Monsieur Baptiste, (6 de agosto de 1665 - 9 de marzo de 1743) fue un músico francés nacido en París, segundo hijo de Jean-Baptiste Lully.
En 1678, a la edad de doce años obtuvo de Luis XIV un cargo en la Abadía de Saint-Hilaire, para luego de seis años trasladarse a Saint-Georges-sur-Loire.
Fue nombrado superintendente de la  música del rey en 1696, cargo que compartió con Michel-Richard de Lalande hasta 1719.

## Obras
Junto a su hermano Louis compuso Orphée (tragedia lírica, 1690), y solo Le Triomphe des brunes (divertimento, 1695).